# Conflicto entre los Hatfield y los McCoy

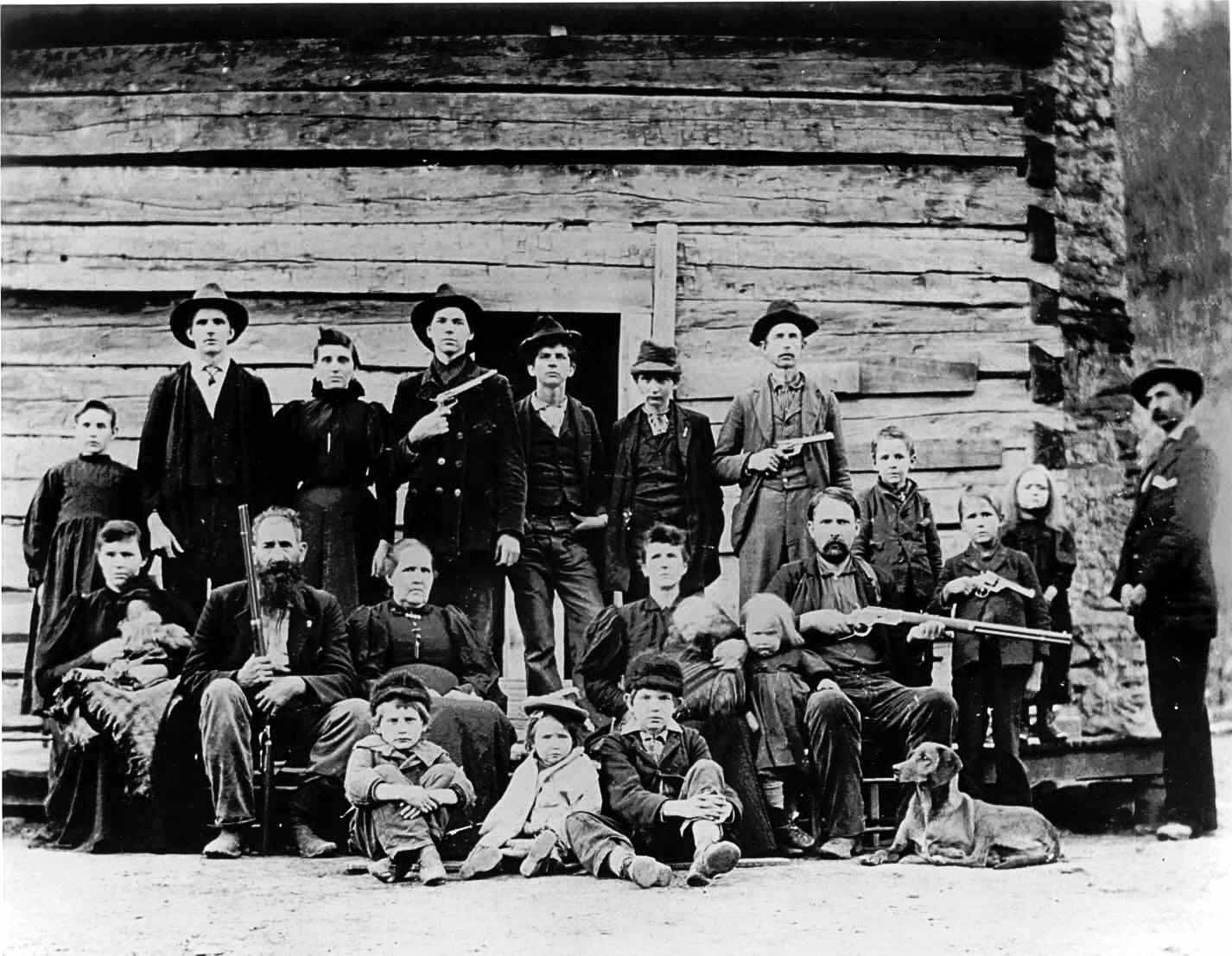
El clan Hatfield en 1897. William Anderson «Devil Anse» Hatfield es el segundo desde la izquierda, en la fila del medio.

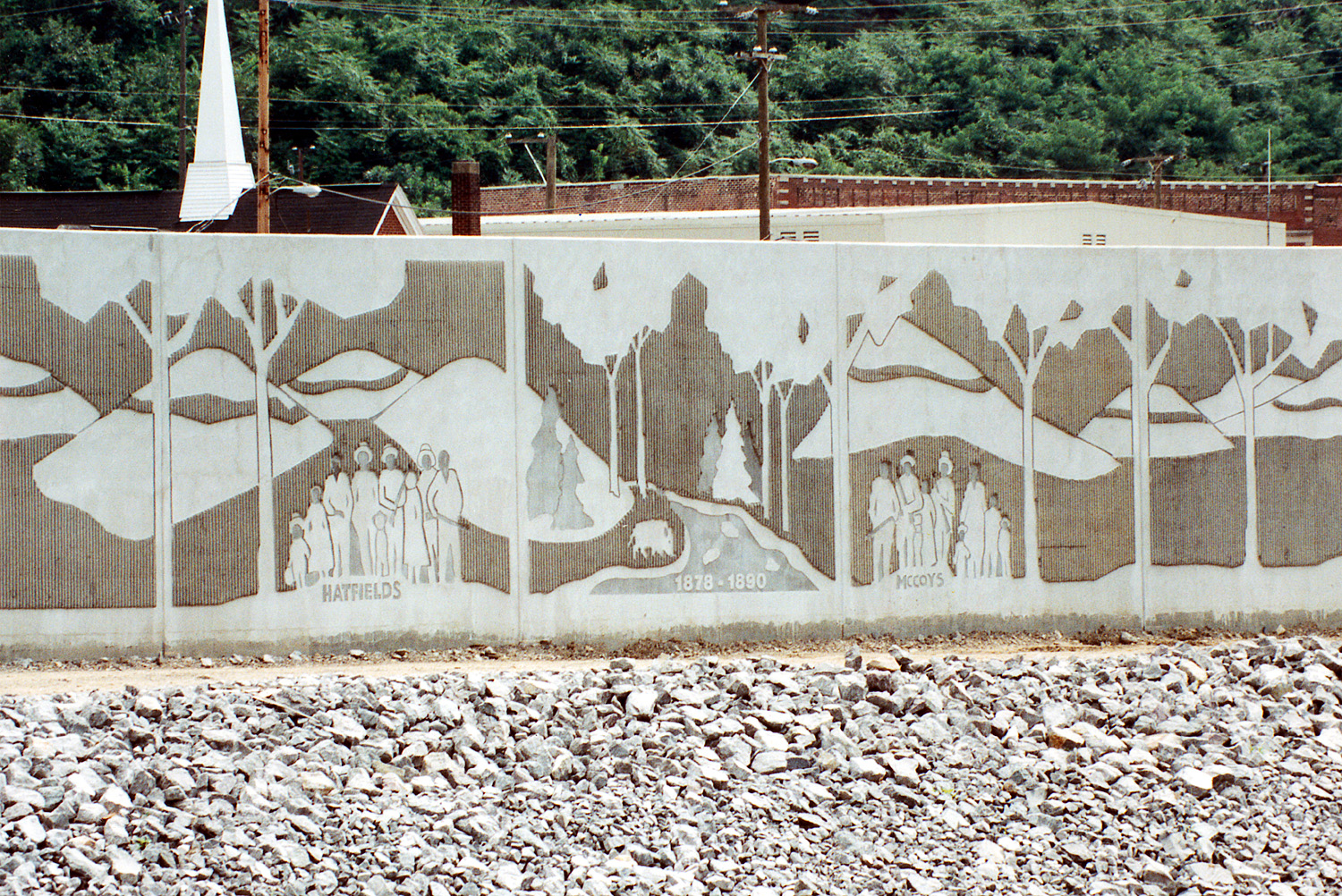
Representación del conflicto Hatfield–McCoy, construida por el Cuerpo de Ingenieros del Ejército de los Estados Unidos, en una sección del dique a lo largo del río Tug Fork.

El conflicto entre los Hatfield y los McCoy (1863–1891) involucró a dos familias residentes en la región fronteriza entre Virginia Occidental y Kentucky, en Estados Unidos. Esta enemistad forma parte del léxico del folclore estadounidense como metónimo para cualquier rivalidad sangrienta entre familias y se ha convertido en símbolo de los peligros de la justicia por mano propia y de la defensa del honor familiar.

## Antecedentes
William McCoy, el patriarca de los McCoy, nació en Irlanda alrededor de 1750 y emigró al condado de Highland, Virginia. La familia, liderada por su nieto Randolph «Ole Ran'l» McCoy, residió en Kentucky, a orillas del río Tug Fork, un afluente del río Big Sandy. Los Hatfield, de ascendencia inglesa, fueron liderados por William Anderson «Devil Anse» Hatfield, hijo de Ephraim (nacido c. 1765) y Nancy (Vance) Hatfield. También residieron en la misma zona, pero del lado de Virginia Occidental. 
Ambas familias formaron parte de las primeras oleadas de pioneros provenientes del Úlster (actual Irlanda del Norte) que se asentaron en el Valle de Tug (también llamado Valle de Grand Horse). La mayoría de los Hatfield residieron en el condado de Mingo (en aquel entonces parte del condado de Logan) y combatieron para la Confederación en la Guerra de Secesión. Los McCoy, residentes en el condado de Pike, (Kentucky) también combatieron para la Confederación, con la excepción de Asa Harmon McCoy, que combatió para la Unión. 
Los Hatfield eran más pudientes y tenían mejores conexiones políticas que los McCoy. Los negocios madereros de «Devil Anse» Hatfield eran su principal fuente de ingresos. No solo empleaba a miembros de su familia sino que incluso contrató a miembros de la familia McCoy, como Albert, Lorenzo y Selkirk McCoy.
El primer hecho de violencia real en el conflicto entre ambas familias fue el asesinato del soldado unionista Asa Harmon McCoy, a su regreso de la guerra, a manos de un grupo de milicianos exconfederados conocidos como los «Logan Wildcats». «Devil Anse» Hatfield fue el primer sospechoso, pero luego se confirmó que a la hora del crimen estaba enfermo en su casa. Las evidencias apuntan a que fue su tío Jim Vance, miembro de los Wildcats, quien cometió el asesinato.

## Conflicto
Asa Harmon McCoy, quien fue despreciado por Jim Vance (tío de «Devil Anse» Hatfield) por alistarse en el Ejército de la Unión durante la Guerra Civil, fue dado de baja al inicio de la guerra a causa de una pierna rota. Decidió regresar a su casa a pesar de ser advertido por Vance de que podía recibir una visita de los Wildcats de «Devil Anse». Asustado por los disparos mientras extraía agua de su manantial, Harmon se escondió en una cueva cercana. Pete, uno de sus esclavos, lo asistía con alimentos y otras necesidades. Pero los Wildcats dieron con el escondite tras seguir las pistas en la nieve de su esclavo. Una vez descubierto, lo asesinaron a tiros el 7 de enero de 1865.
El primer sospechoso del crimen fue el líder de los Wildcats, «Devil Anse» Hatfield. Pero luego, al saberse que había estado postrado en cama por cuestiones de salud, las sospechas se dirigieron a Vance. En esa época y en esa región, el servicio militar de Harmon era considerado por la mayoría de sus vecinos como un acto de deslealtad, por lo que hasta su propia familia consideró que él mismo había sido el causante de su propia muerte. Nadie fue llevado a la justicia por el crimen y el interés por el caso se desvaneció. 
El segundo episodio violento ocurrió trece años después, en 1878, tras una disputa sobre la propiedad de un cerdo. Floyd Hatfield era el propietario del cerdo, pero Randolph McCoy lo reclamó como suyo, argumentando que las marcas en las orejas del animal así lo indicaban. La disputa fue presentada al juez de paz local, Anderson «Preacher Anse» Hatfield, quien falló a favor de los Hatfield, gracias al testimonio de Bill Staton, un pariente de ambas familias. En junio de 1880 Staton fue asesinado por dos de los hermanos McCoy, Sam y Paris, más tarde absueltos sobre la base del derecho de la legítima defensa.
El conflicto se agravó cuando Roseanna McCoy inició una relación sentimental con Johnson, hijo de «Devil Anse» Hatfield (conocido como «Johnse» o «Jonce» según otras fuentes), y dejó a su familia para vivir con los Hatfield en Virginia Occidental. Roseanna regresó con los McCoy, pero cuando la pareja intentó reanudar su relación, Johnse Hatfield fue arrestado por los McCoy, bajo cargos de quebrantar las leyes de Kentucky sobre producción ilegal y contrabando de bebidas alcohólicas. Fue liberado de la custodia de los McCoy después de que Roseanna, tras una cabalgata nocturna, alertara a «Devil Anse», quien organizó una partida de rescate. La partida rodeó a los McCoy y rescató a Johnse, llevándolo a Virginia Occidental antes de que fuera trasladado a Pikeville, Kentucky, para ser juzgado al día siguiente.
A pesar de que la acción de Roseanna fue vista como una traición a su familia en apoyo de Johnse, este la abandonó embarazada para casarse con su prima Nancy McCoy en 1881.
En 1882 continuó la escalada de violencia cuando Ellison Hatfield, hermano de «Devil Anse», fue asesinado por tres de los hermanos más jóvenes de Roseanna McCoy: Tolbert, Pharmer y Bud. Ellison fue apuñalado 26 veces y recibió un disparo en una pelea durante una jornada electoral en Kentucky. Los hermanos McCoy fueron inicialmente arrestados por guardias de los Hatfield que intentaron conducirlos a Pikeville para ser juzgados. Sin estar al tanto de este hecho, «Devil Anse» Hatfield organizó una numerosa partida de seguidores que los interceptó y retuvo a los prisioneros antes de que llegasen a Pikeville. Los hermanos fueron llevados a la fuerza a Virginia Occidental, a esperar el fallecimiento de Ellison. Tras su muerte, los hermanos McCoy fueron amarrados a arbustos de pawpaw y asesinados de varios disparos. Sus cuerpos fueron descritos como «acribillados a balazos».
La enemistad alcanzó su pico con la Masacre Nocturna de Año Nuevo en 1888. Varios miembros del clan Hatfield rodearon la cabaña de los McCoy y abrieron fuego mientras la familia dormía. La cabaña fue incendiada para forzar la salida de Randolph McCoy, pero este logró escapar, aunque dos de sus hijos pequeños fueron asesinados y su esposa fue golpeada y dejada por muerta. Los sobrevivientes se mudaron a Pikeville, huyendo de las partidas de jinetes que querían darles caza.
Entre 1880 y 1891, el conflicto terminó con la vida de al menos doce miembros de ambas familias y dejó a otros diez heridos, llegó a los titulares de los medios de prensa de todo el país y obligó a los gobernadores de Kentucky y Virginia Occidental a movilizar las milicias locales para restablecer el orden. El gobernador de Virginia Occidental incluso amenazó con invadir Kentucky con su milicia. En respuesta, el gobernador de Kentucky Simon Bolivar Buckner envió a Pikeville a su asistente general a investigar la situación.
En 1888, Wall Hatfield y otras siete personas fueron arrestadas por una banda liderada por Frank Phillips. Fueron conducidos a Kentucky para afrontar el juicio por la muerte de Alifair McCoy, asesinada a tiros luego de huir de su casa incendiada durante la Masacre Nocturna de Año Nuevo. Debido a cuestiones del debido proceso y de extradición ilegal, la Corte Suprema de los Estados Unidos se involucró (Mahon v. Justice, 127 U.S. 700 (1888)) y sentenció por 7 a 2 en favor del estado de Kentucky, estableciendo que incluso si un fugitivo es capturado ilegalmente desde un asilo, en lugar de seguirse el procedimiento legal de extradición, no existían leyes federales que pudieran evitar su juzgamiento. Por lo que los capturados pudieron ser juzgados en Kentucky y hallados culpables. Siete fueron condenados a cadena perpetua, mientras que el octavo, Ellison Hatfield (hijo ilegítimo de Ellison, el asesinado hermano de "Devil Anse") conocido como «Cotton Top Mounts», fue ejecutado en la horca. Miles de personas asistieron a la ejecución en Pikeville.
Valentine «Uncle Wall» Hatfield, hermano mayor de Devil Anse, fue uno de los siete convictos y falleció en prisión en circunstancias desconocidas. Había solicitado a sus hermanos que lo ayudaran a evadirse de la cárcel, pero ninguno lo hizo por temor a ser capturado y llevado a juicio. Fue sepultado en el cementerio de la prisión, que sería pavimentado años más tarde.
Los hermanos Pliant y Doc D. Mahon, ambos yernos de Valentine, también estuvieron entre los ocho convictos y pasaron 14 años en prisión antes de regresar a su hogar. Doc regresó junto a su hijo Melvin y Pliant junto a su exesposa, quien se había vuelto a casar pero abandonó a su segundo marido para volver con Pliant.
La intensidad de la lucha entre ambas familias disminuyó luego de la ejecución de «Cotton Top Mounts». Los juicios continuaron durante años hasta el último de ellos en 1901, contra Johnse Hatfield.

## En la cultura popular

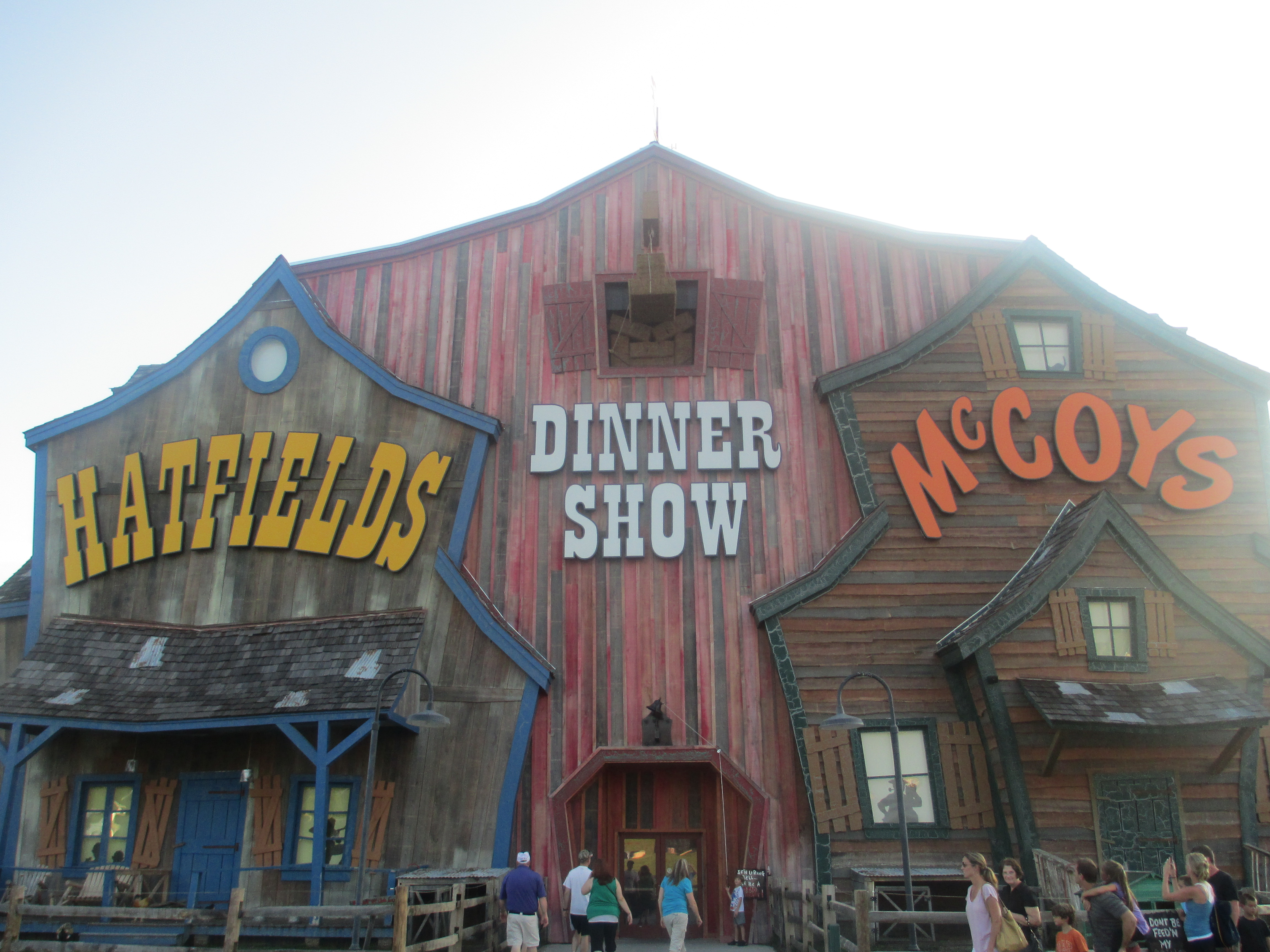
Comedia musical inspirada en la historia de los Hatfield y los McCoy en un restaurante de Pigeon Forge, Tennessee.

- En 1923, la comedia Our Hospitality, protagonizada por Buster Keaton, se centró en la pelea entre los Canfield y los McKay, una versión de las familias Hatfield y McCoy.
- El episodio 15 de la caricatura Time Squad se titula "Feud for Thought" y es otra representación, esta vez en caricatura, de la contienda McCoy-Hatfield.
- Un cortometraje de Disney titulado The Martins & Coys (1946) fue otra caricatura de la contienda McCoy-Hatfield.
- La película Roseanna McCoy (1949) cuenta la historia del romance entre la protagonista (Joan Evans) y Johnse Hatfield (Farley Granger).
- En la película El cazador cazado (1951), de Abbott y Costello, el dúo cómico conoce a los clanes Winfield y McCoy, y su lucha es similar a la de los Hatfield y los McCoy.
- Un cómic de Lucky Luke titulado "Los rivales de Painful Gulch" muestra un conflicto entre las familias "O'Hara" (que se distinguen por tener grandes orejas) y "O'Timmins" (que se distinguen por sus grandes narices), lo que es una parodia del conflicto Hatfield-McCoy.
- El episodio 18 de la cuarta temporada de Los Picapiedra, titulado The Bedrock Hillbillies, está basado en la lucha Hatfield-McCoy.
- En 1975 se estrenó una película televisiva titulada Los Hatfields y los McCoys.
- En clave de comedia, se puede encontrar el trasfondo del conflicto en la serie de la factoría Hanna-Barbera Los Osos Montañeses (1965), en la cual la familia protagonista vive un perpetuo enfrentamiento armado con la familia rival, "los malditos Mojarras", en el medio rural más profundo de los Estados Unidos.
- Hubo un episodio de Scooby-Doo que contó esta historia, en la que los Hatfield viven en la cabaña de los McCoy y están obsesionados por el fantasma de la vieja bruja McCoy, una mujer ejecutada por brujería años antes, hasta que la banda le desenmascara como uno de un par de ladrones de bancos que han llegado a la zona para encontrar su botín.
- En el episodio 23 de la quinta temporada de My Little Pony: La Magia de la Amistad, titulado The Hoofields and McColts, hay dos familias en conflicto y sus apellidos son una referencia a los Hatfield y los McCoy
- Esta disputa inspiró parte del argumento de la película de 2007 Pumpkinhead: Blood Feud.
- Su historia es narrada en la miniserie televisiva de The History Channel Hatfields & McCoys (2012), protagonizada por Kevin Costner como "Devil Anse" Hatfield y Bill Paxton como Randall McCoy.
- En el episodio 9 de la cuarta temporada de 31 minutos, llamado "Oestelandia", a mitad del episodio Tulio ve un "debate" de los Hatfield y los McCoy en donde el origen del conflicto es que uno de los integrantes de los Hatfield se había robado la bacinica de la abuela McCoy. Casi al final del episodio, logran terminar el conflicto donde en los créditos ambas familias tocan juntos su versión instrumental del programa.
- En el videojuego de Rockstar Games Red Dead Redemption 2 se muestra una representación ficticia de los eventos de los conflictos entre los Hatfield y los McCoy. En el Capítulo 3 de la historia se presentan a dos familias rivales con el nombre de los Gray (posiblemente basados en los McCoy) y los Braithwaite (posiblemente basados en los Hatfield). Ambas familias poseen gran influencia en la creciente ciudad de Rhodes, cada una con sus propios negocios y territorios. Los conflictos de esta familia llegan a involucrar a la banda de Van Der Linde, la misma de la que forma parte el protagonista del juego, Arthur Morgan. La banda quiere sacar provecho del conflicto de ambas familias, creando tensión para que las familias se destruyan unas a otras y estos puedan quedarse con el dinero de ambas. El plan sale mal y las familias al final terminan siendo destruidas por la banda, sin posibilidad de obtener una recompensa. Además, en la historia se incluye una historia de amor entre dos miembros de las familias rivales, Penelope Braithwaite y Beau Gray. Ambos tratan de estar juntos y mantener una relación de amor secreta, donde también se muestran los conflictos que ambos tienen al ser parte de dos de las familias más influyentes del juego.
- En la serie estadounidense Suits, hacen referencia a este conflicto. En el episodio 2 de su tercera temporada que lleva como título "Quiero que me desees", Jessica Pearson hace referencia al conflicto en medio de una discusión con Harvey Specter.
- En la serie estadounidense Bones, hacen referencia a este conflicto. En el episodio 11 de su séptima temporada que lleva como título en inglés "The Family in The Freud, los protagonistas se encuentran en un caso donde se sospecha de que la familia rival (Familia Mobley) acabó con la vida del lides de la familia Babcock.